# Diego Buonanotte
Diego Mario Buonanotte Rende (nascut al 19 d'abril de 1988), és un futbolista professional argentí que juga de centrecampista amb la Universidad Católica xilena.

## Carrera esportiva

### River Plate
Aquest migcampista atacant va debutar quan tenia 17 anys al dia 9 d'abril de 2006, guanyant 3–1 contra l'Instituto Atlético Central Córdoba. Al 7 d'octubre de 2007, només una setmana després del seu primer partit, va fer el seu primer gol al futbol professional. Buonanotte va ser elegit per l'entrenador Daniel Alberto Passarella per començar el partit a l'onze inicial al derbi contra el Boca Juniors. El River Plate va guanyar 2–0, amb Buonanotte fent un paper clau per la victòria. Va ser nomenat per la revista World Soccer com un dels "50 més prometedors joves del món del futbol". Buonanotte formà part de l'equip guanyador del Torneig Clausura 2008.

### Màlaga
El 21 gener de 2011 Buonanotte va signar un contracte de cinc anys amb el Málaga Club de Fútbol, però va ser cedit pel River Plate fins al juliol de 2011. Va fer el seu primer gol amb el Málaga al 21 de desembre de 2011 amb un empat (2–2) al seu camp durant el partit que jugaven contra el Getafe CF a la Copa del Rei de futbol (guanyant 3–2 en la pròrroga).

## Carrera internacional
Buonanotte va ser elegit per Sergio Batista per formar part dels 18 jugadors per representar la selecció argentina sub-23 als Jocs Olímpics d'estiu de 2008. Només va jugar el tercer partit de la fase de grups contra Sèrbia, marcant de falta directa llunyana. L'Argentina va guanyar la medalla d'or en el torneig.

## Accident
El desembre de 2009 Buonanotte va patir un accident amb el seu Peugeot 307, on viatjaven ell i tres amics, a la Província de Buenos Aires. La matinada del 26 de desembre, concretament a les 6:45 a.m, Buonanotte i els tres amics de la infància es dirigien per la ruta 65 de tornada a Teodelina després d'haver anat a jugar a la piscina. Aquell dia plovia i van xocar contra un arbre al costat de la ruta. De l'accident només va sobreviure Diego Bounanotte, els seus tres amics van morir gairebé a l'instant. Era l'únic que portava el cinturó de seguretat posat. Ell, que conduïa, es va fracturar la clavícula i l'húmer. Va ser traslladat a l'Hospital San Martín de Venado Tuerto, i posteriorment a la clínica Los Arcos a Buenos Aires, Argentina, on va estar internat en teràpia intensiva tot i que fora de perill.
Al passar els dies encara no li havien comunicat que els tres amics havien mort, ja que això podria haver-li causat danys psicològics i van decidir dir-li amb el temps tot i que el jugador preguntava molt per ells.
No se saben les causes exactes de l'accident. Segons els bombers, els qui van arribar en primer lloc a la zona, el mateix Buonanotte va dir haver perdut el control del vehicle.

### Retorn al terreny de joc
Inicialment es pensava que la convalescència duraria uns set mesos per una recuperació completa, però va poder tornar als terrenys de joc el 17 d'abril de 2010, en un partit contra el Godoy Cruz. El River va guanyar 2–1 a casa.
El 30 d'abril, va fer un gol per primera vegada després de l'accident, en un partit que va acabar en victòria 2–1 contra Vélez Sársfield al Monumental.

## Palmarès

### Club
River Plate
- Primera División: 1

2008 Clausura

### Selecció estatal
Argentina sub-23
- Futbol als Jocs Olímpics Medalla d'or: 1

2008